# Taizo Kawamoto
Taizo Kawamoto (川本 泰三, Kawamoto Taizo, Seto, 17 januari 1914 – Osaka, 20 september 1985) was een Japans voetballer die als aanvaller speelde.

## Japans voetbalelftal
Taizo Kawamoto maakte op 13 mei 1934 zijn debuut in het Japans voetbalelftal tijdens een Spelen van het Verre Oosten tegen Nederlands-Indië. Taizo Kawamoto debuteerde in 1934 in het Japans nationaal elftal en speelde 9 interlands, waarin hij 4 keer scoorde.

## Statistieken
| Japans voetbalelftal | Japans voetbalelftal | Japans voetbalelftal |
| Jaar                 | Wed.                 | Dlp.                 |
| -------------------- | -------------------- | -------------------- |
| 1934                 | 3                    | 2                    |
| 1935                 | 0                    | 0                    |
| 1936                 | 2                    | 1                    |
| 1937                 | 0                    | 0                    |
| 1938                 | 0                    | 0                    |
| 1939                 | 0                    | 0                    |
| 1940                 | 1                    | 1                    |
| 1941                 | 0                    | 0                    |
| 1942                 | 0                    | 0                    |
| 1943                 | 0                    | 0                    |
| 1944                 | 0                    | 0                    |
| 1945                 | 0                    | 0                    |
| 1946                 | 0                    | 0                    |
| 1947                 | 0                    | 0                    |
| 1948                 | 0                    | 0                    |
| 1949                 | 0                    | 0                    |
| 1950                 | 0                    | 0                    |
| 1951                 | 0                    | 0                    |
| 1952                 | 0                    | 0                    |
| 1953                 | 0                    | 0                    |
| 1954                 | 3                    | 0                    |
| Totaal               | 9                    | 4                    |